# Mrouzia

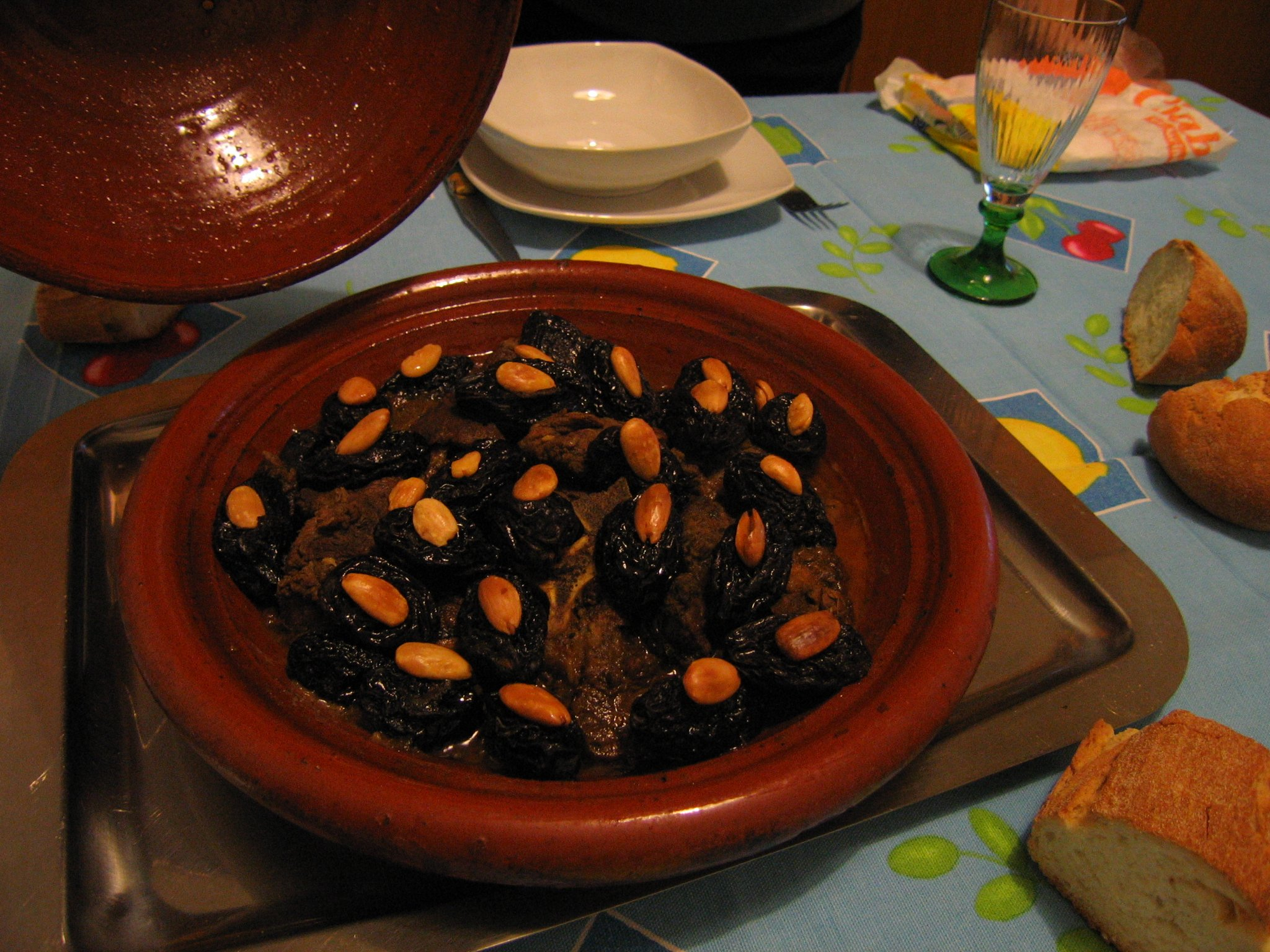
Mrouzia

Mrouzia é um dos pratos mais importantes na culinária de Marrocos. Esta é uma preparação como tajine, ficando com o sabor doce devido ao uso de mel, canela e amêndoas, tudo temperado com uma mistura de especiarias chamada Ras el hanout. A tajine é um dos pratos tradicionais da festa muçulmana de Eid al-Adha (Festa do Sacrifício). É por esta razão é usada a carne de carneiro sacrificado como ritual específico na celebração deste evento.